# 25 января
25 января — 25-й день года  по григорианскому календарю.
До конца года остаётся 340 дней (341 день в високосные годы).
До 15 октября 1582 года — 25 января по юлианскому календарю, с 15 октября 1582 года — 25 января по григорианскому календарю.
В XX и XXI веках соответствует 12 января по юлианскому календарю.

## Праздники и памятные дни
См. также: Категория:Праздники 25 января

### Профессиональные
- Россия — День студенчества (Татьянин день).
- Россия — День штурмана ВМФ РФ.

### Религиозные
Католицизм
 — День обращения апостола Павла.
 — Память святой валлийской девы Дуинуэн.
 Православие
 —Память мученицы Татианы и с нею в Риме пострадавших (226);
 — память святителя Саввы, архиепископа Сербского (1237);
 — память преподобного Мартиниана Белозерского (1483);
 — память мученика Мертия (284—305);
 — память мученика Петра Авессаломита (Анийского) (309—310);
 — память преподобной Евпраксии Тавенисской (393);
 — празднование в честь иконы Божией Матери «Акафистная»;
 — празднование в честь иконы Божией Матери «Млекопитательница».

### Именины
- Католические: Дуинуэн.
- Православные: Галактион, Апраксия, Илья, Макар, Мартиниан, Мертий, Пётр, Савва, Силуан, Татьяна.

## События
См. также: Категория:События 25 января

### До XVIII века
- 41 — Сенат провозгласил римским императором Клавдия, дядю убитого Калигулы.
- 632 — прощальное паломничество начал пророк Мухаммед.
- 750 — битва на реке Большой Заб между армией Омейядов и сторонниками Аббасидов.
- 1479 — Константинопольский договор завершил 16-летнюю войну между Венецианской республикой и Османской империей.
- 1533 — английский король Генрих VIII тайно женился на Анне Болейн, за что позже был отлучён от церкви.
- 1554 — в день святого Павла на юго-востоке Бразилии, в долине реки Тиете, португальскими иезуитами был основан город Сан-Паулу.
- 1658 — губернатор Нового Амстердама запретил теннис, поскольку тот отвлекал людей от богослужений.

### XVIII век
- 1701 — в Москве основана школа математических и навигацких наук.
- 1708 — в Москве вышла первая русская книга, напечатанная гражданским шрифтом — «Геометрия славенски землемерие» — первый в России печатный учебник по геометрии.
- 1763 — указом Екатерины II учреждён Генеральный штаб Вооружённых сил Российской империи.
- 1774 — второй штурм Уфы войсками Каскына Самарова и Чики Зарубина.
- 1791 — английский парламент разделил Квебек на Верхнюю и Нижнюю Канаду (ныне Онтарио и Квебек).
- 1799 — в США запатентована механическая сеялка.

### XIX век
- 1802 — Наполеон избран президентом Италии.
- 1807 — сражение при Морунген.
- 1813 — Наполеон заставил папу римского Пия VII подписать второй конкордат, признав аннексию Папской области.
- 1831 — сейм Польши объявил о свержении императора Николая I с польского престола.
- 1852 — первое представление «Маскарада» М. Ю. Лермонтова в Александринском театре.
- 1878 — в Лейденском университете открылась первая в мире кафедра теоретической физики.

### XX век
- 1905 — Ленин написал статью «Начало революции в России».
- 1908 — в Баку поставлена опера Узеира Гаджибекова «Лейли и Меджнун» — первая опера исламского мира.
- 1914 — открыт астероид (780) Армения.
- 1915 — изобретатель Александр Белл провёл первый трансамериканский сеанс телефонной связи (Нью-Йорк — Сан-Франциско).
- 1917 — в Ирландском море на немецкой мине подорвался английский лайнер «Лаурентик», перевозивший 3211 слитков золота; 350 человек погибли.
- 1918 — на III Всероссийском съезде Советов принята «Декларация прав трудящегося и эксплуатируемого народа».
- 1919
  - Антанта одобрила план создания Лиги Наций[5].
  - В Нью-Йорке открыт самый большой отель в мире «Пенсильвания» (на 2200 номеров).
- 1932 — СССР и Польша подписали пакт о ненападении.
- 1938 — из-за высокой солнечной активности северное сияние наблюдали в Западной Европе.
- 1939 — вокзал Новосибирск-Главный был принят Государственной комиссией в эксплуатацию.
- 1942 — в ходе Второй мировой войны Таиланд объявил войну США и Англии.
- 1943 — город Воронеж освобождён от немецко-фашистских захватчиков.
- 1949
  - В Израиле проведены первые парламентские выборы.
  - Впервые была вручена американская телевизионная премия «Эмми».
- 1955
  - Конгресс США проголосовал за применение военной силы для обороны Тайваня.
  - Опубликован указ Президиума Верховного Совета СССР «О прекращении состояния войны с Германией».
  - Учёные Колумбийского университета создали атомные часы, показывающие время с погрешностью 1 секунда в 300 лет.
- 1957 — Кашмир включён в состав Индии.
- 1960 — в СССР приказом МВД СССР № 020 был расформирован ГУЛАГ (Главное управление исправительно-трудовых лагерей, трудовых поселений и мест заключения).
- 1964 — в США запущен спутник «Эхо-2», установивший спутниковую связь между США и СССР.
- 1971 — Иди Амин произвёл переворот в Уганде.
- 1971 — на 6-м метровом телеканале в Москве начала вещание Шестая программа ЦТ.
- 1981 — в Китае приговорены к смертной казни члены «Банды четырёх».
- 1983 — в Боливии арестован нацистский преступник Клаус Барбье.
- 1989 — в эфире ЦТ появляется программа «Марафон-15» (ведущий Сергей Супонев).
- 1990
  - В Нью-Йорке потерпел крушение самолёт Boeing 707-300 колумбийской авиакомпании Avianca, погибли 73 человека из 158 находившихся на борту.
  - Премьер Пакистана Беназир Бхутто стала первым премьер-министром в мировой истории, родившим ребёнка.
- 1991 — в СССР издан указ о совместном патрулировании в крупных городах милиции и армии.
- 1992 — в калифорнийском Окленде английский атлет Стив Бакли первым в истории метнул копьё современной конструкции дальше 90 метров.
- 1993 — на орбитальной станции «Мир» прошла первая в истории художественная выставка работ Игоря Подольчака[6].
- 1995 — запуск метеорологической ракеты у побережья Норвегии поставил мир перед угрозой обмена ядерными ударами между Россией и США.
- 1999 — около тысячи человек погибли из-за землетрясения в Колумбии.
- 2000 — в Валенсии представлено самое большое в мире полотенце — размерами 9,4 на 14,46 метров и весом 67 кг.

### XXI век
- 2004 — на поверхность Марса совершил посадку второй американский марсоход «Оппортьюнити».
- 2010 — катастрофа Боинга-737 эфиопской авиакомпании Ethiopian Airlines близ Бейрута; 90 погибших.
- 2011 — в Египте началась революция.

## Родились
См. также: Категория:Родившиеся 25 января

### До XVIII века
- 750 — Лев IV Хазар (ум. 780), император Византии (775—780).
- 1425— Энрике IV Бессильный (ум. 1474), последний король Кастилии и Леона перед династической унией Кастилии и Арагона.
- 1477 — Анна Бретонская (ум. 1514), герцогиня Бретани (1488—1514), жена двух французских королей: Карла VIII и Людовика XII.
- 1585 — Хендрик Аверкамп (ум. 1634), нидерландский живописец, автор зимних пейзажей с катающимися на льду людьми.
- 1627 — Роберт Бойль (ум. 1691), англо-ирландский химик, физик, натурфилософ и богослов.
- 1688 — Юрай Яношик (казнён в 1713), знаменитый словацкий разбойник.

### XVIII век
- 1708 — Помпео Джироламо Батони (ум. 1787), итальянский живописец эпохи рококо и неоклассицизма.
- 1736 — Жозеф Лагранж (ум. 1813), французский математик, механик и астроном, автор трактата «Аналитическая механика».
- 1739 — Шарль Дюмурье (ум. 1823), генерал, поднявший мятеж против Великой французской революции.
- 1743 — Фридрих Якоби (ум. 1819), немецкий философ.
- 1746 — графиня де Жанлис (Фелисите де Жанлис; ум. 1830), французская писательница.
- 1759 — Роберт Бёрнс (ум. 1796), шотландский поэт, фольклорист.
- 1770 — Адам Ежи Чарторыйский (ум. 1861), польский и российский государственный деятель, писатель, в 1804—1806 министр иностранных дел Российской империи.
- 1783 — Уильям Колгейт (ум. 1857), американский бизнесмен, основатель компании Colgate.
- 1787 — Семён Корса́ков (ум. 1853), русский изобретатель механических устройств, один из первых в мире кибернетиков.

### XIX век
- 1806

Иван Шишкин (1832—1898)
Русский художник-пейзажист

  - Дэниел Маклайз (ум. 1870), ирландский художник, представитель викторианского академизма.
  - Орест Новицкий (ум. 1884), украинский и российский философ, психолог, писатель.
- 1813 — Василий Собольщиков (ум. 1872), русский библиотековед и архитектор, почётный член Императорской Академии художеств.
- 1831 — Константин Леонтьев (ум. 1891), русский философ, литературный критик, социолог, публицист, врач, дипломат.
- 1832
  - Пауль фон Шеллендорф (ум. 1891), генерал, военный теоретик, реформатор прусской армии.
  - Иван Шишкин (ум. 1898), русский художник-пейзажист, живописец, рисовальщик и гравёр-аквафортист.
- 1833 — Евгений Березин (ум. 1886), русский гидрограф, педагог, капитан 1-го ранга[7].
- 1841 — Джон Фишер (ум. 1920), английский адмирал, барон, первый морской лорд.
- 1844 — Екатерина Брешко-Брешковская (ум. 1934), русская революционерка, первая женщина-политкаторжанка.
- 1845 — Герман Лопатин (ум. 1918), русский революционер-народник, первый переводчик «Капитала» на русский язык.
- 1860 — Чарлз Кёртис (ум. 1936), 31-й вице-президент США (1929—1933).
- 1864 — Михаил Бруснев (ум. 1937), русский революционер, основатель одной из первых в России социал-демократических организаций — группы Бруснева.
- 1869 — Макс Гофман (ум. 1927), немецкий генерал, начальник штаба Восточного фронта (1916—1918).
- 1872 — Николай Скрыпник (ум. 1933), украинский революционер-коммунист, председатель Совнаркома Украины (1918—1919).
- 1874 — Уильям Сомерсет Моэм (ум. 1965), английский писатель.
- 1881 — Эмиль Людвиг (ум. 1948), немецкий писатель, биограф.
- 1882 — Вирджиния Вульф (ум. 1941), английская писательница, литературный критик.
- 1886 — Вильгельм Фуртвенглер (ум. 1954), немецкий дирижёр и композитор.
- 1891 — Уильям Буллит (ум. 1967), первый посол США в СССР (1933—1936).
- 1899 — Поль-Анри Спаак (ум. 1972), бельгийский политик и государственный деятель.
- 1900 — Феодосий Добржанский (ум. 1975), советский и американский генетик, энтомолог, один из авторов синтетической теории эволюции.

### XX век
- 1913

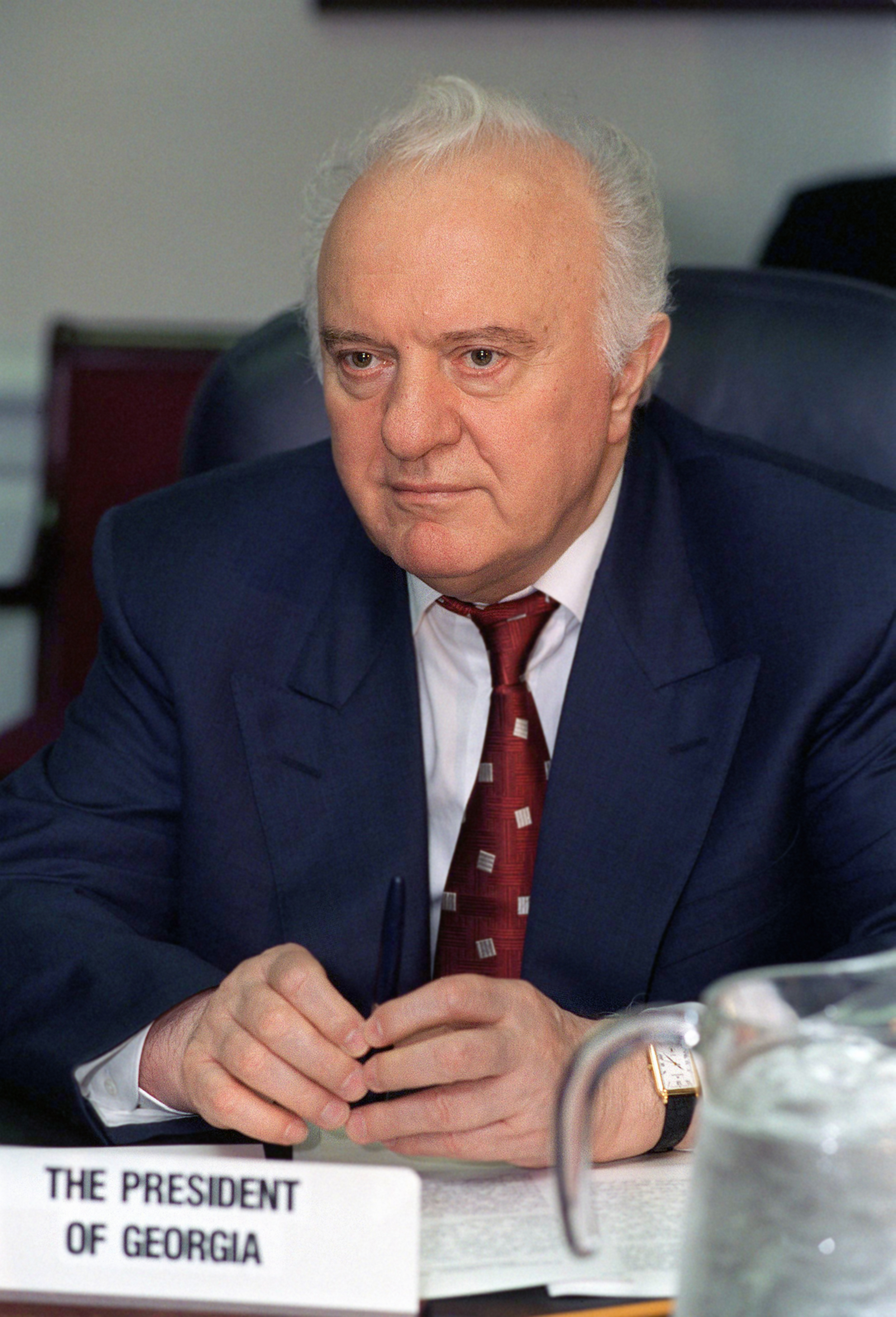
Эдуард Шеварднадзе

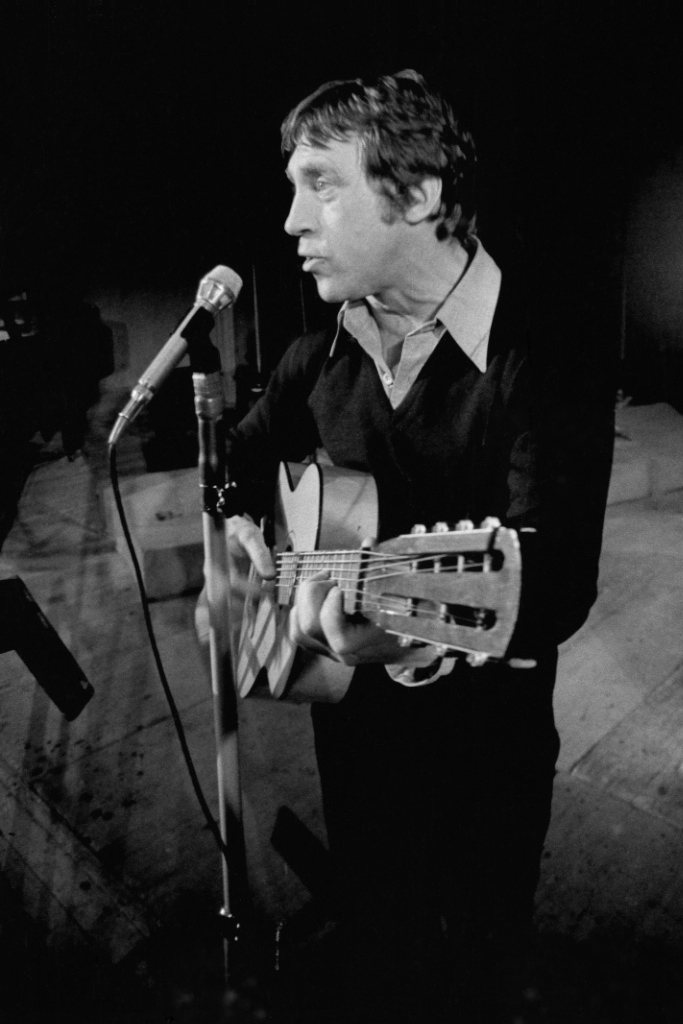
Владимир Высоцкий

  - Витольд Лютославский (ум. 1994), польский композитор и дирижёр.
  - Иван Рыжов (ум. 2004), актёр театра и кино, народный артист РСФСР.
- 1917 — Илья Пригожин (ум. 2003), бельгийский физик и физикохимик, лауреат Нобелевской премии по химии (1977).
- 1926 — Юсеф Шахин (ум. 2008), египетский кинорежиссёр и продюсер.
- 1927 — Том Жобим (ум. 1994), бразильский композитор и певец, один из основателей жанра босса-нова.
- 1928
  - Игорь Усов (ум. 1990), советский кинорежиссёр, сценарист.
  - Эдуард Шеварднадзе (ум. 2014), советский и грузинский политик, президент Грузии (1995—2003).
- 1929 — Бенни Голсон (ум. 2024),
- 1932 — Валентин Чикин, советский и российский журналист, главный редактор газеты «Советская Россия».
- 1933 — Корасон Акино (ум. 2009), президент Филиппин (1986—1992).
- 1935
  - Станислав Жук (ум. 1998), советский фигурист, тренер сборной СССР по фигурному катанию.
  - Антониу Рамалью Эаниш, президент Португалии (1976—1986).
- 1937 — Анж-Феликс Патассе (ум. 2011), президент Центральноафриканской Республики (1993—2003).
- 1938 — Владимир Высоцкий (ум. 1980), советский поэт, автор-исполнитель песен, актёр театра и кино.
- 1942 — Эйсебио (Эузебиу да Силва Феррейра; ум. 2014), португальский футболист, обладатель «Золотого мяча».
- 1946 — Вячеслав Добрынин (при рожд. Антонов; ум. 2024), советский и российский композитор, эстрадный певец, народный артист РФ.
- 1947 — Тостао (Эдуардо Гонсалвес де Андраде), бразильский футболист, чемпион мира 1970 года.
- 1948 — Феликс Комаров (ум. 2024), бизнесмен, коллекционер, галерист российского происхождения — владелец галереи «Russian World Gallery» («Русский мир»).
- 1951 — Леонид Телятников (ум. 2004), советский и украинский пожарный, генерал-майор внутренней службы, лично принимавший участие в тушении пожара в 4-м энергоблоке Чернобыльской АЭС, Герой Советского Союза.
- 1954 — Кей Котти, австралийская мореплавательница, 1-я женщина, совершившая одиночное непрерывное кругосветное плавание.
- 1957 — Андрей Ростоцкий (погиб в 2002), киноактёр, кинорежиссёр, сценарист, каскадёр, заслуженный артист РСФСР.
- 1959 — Виктор Лосев, советский и российский футболист, олимпийский чемпион (1988).
- 1962 — Крис Челиос, американский хоккеист, трёхкратный обладатель Кубка Стэнли
- 1967 — Николь Упхофф, немецкая спортсменка-конник, 4-кратная олимпийская чемпионка в выездке.
- 1968 — Каролина Феррас, бразильская актриса кино и телевидения, фотомодель.
- 1969 — Сергей Овчинников (покончил с собой 2012), российский волейбольный тренер.
- 1970 — Роман Рябцев, российский певец, автор песен, экс-солист группы «Технология».
- 1973 — Ирина Лашко, российская и австралийская прыгунья в воду, трёхкратный призёр Олимпийских игр.
- 1975
  - Миа Киршнер, канадская актриса кино и телевидения.
  - Сергей Минаев, российский бизнесмен, писатель, публицист, теле- и радиоведущий.
  - Тим Монтгомери, американский легкоатлет, олимпийский чемпион.
- 1976 — Тимофей Баженов, российский телевизионный журналист, политический и общественный деятель.
- 1977 — Джилл Баккен, американская бобслеистка, олимпийская чемпионка (2002).
- 1978
  - Владимир Зеленский, украинский актёр, сценарист, продюсер, телеведущий, 6-й Президент Украины (с 2019).
  - Денис Меньшов, российский шоссейный велогонщик.
- 1980
  - Кристиан Ульссон, шведский прыгун тройным, олимпийский чемпион (2004).
  - Хави (Хавьер Эрнандес и Креус), испанский футболист, чемпион мира (2010) и Европы (2008, 2012), тренер.
- 1981
  - Алиша Киз (наст. имя Алиша Оджелло Кук), американская певица, пианистка, поэтесса и композитор.
  - Тоше Проески (погиб в 2007), македонский певец, участник конкурса «Евровидение-2004».
- 1982
  - Ноэми (наст. имя Вероника Скопеллити), итальянская певица.
  - Максим Шабалин, российский фигурист (танцы на льду), чемпион мира (2009) и Европы (2008, 2010).
- 1983 — Дмитрий Шепелев, белорусский, украинский и российский теле- и радиоведущий.
- 1984 — Робиньо (Робсон де Соуза), бразильский футболист.
- 1985 — Тина Кароль (при рожд. Татьяна Либерман), украинская певица, актриса, телеведущая.
- 1987 — Мария Кириленко, российская теннисистка, победительница Финала тура WTA (2012).
- 1988 — Татьяна Головин, французская теннисистка.
- 1989 — Александр Петров, российский актёр театра и кино.

## Скончались
См. также: Категория:Умершие 25 января

### До XIX века
- 1578 — Михримах (р. 1522), дочь османского султана Сулеймана I и Роксоланы.
- 1559 — Кристиан II (р. 1481), король Дании и Норвегии (1513—1523), король Швеции (1520—1521), из династии Ольденбургов.
- 1640 — Роберт Бёртон (р. 1577), английский священнослужитель, писатель и учёный.

### XIX век

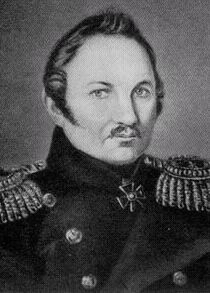
Фаддей Беллинсгаузен (1778—1852)
Один из первооткрывателей Антарктиды

- 1837 — Дмитрий Ахшарумов (р. 1785), российский военный историк, генерал-майор.
- 1852 — Фаддей Беллинсгаузен (р. 1778), российский мореплаватель немецкого происхождения, адмирал, один из первооткрывателей Антарктиды.
- 1861 — Иван Спасский (р. 1795), русский врач, доктор медицины, профессор Петербургской медико-хирургической академии.
- 1872 — Ричард Юэлл (р. 1817), генерал армии Конфедерации во время Гражданской войны в США.
- 1892 — Великий князь Константин Николаевич (р. 1827), русский государственный деятель.
- 1896 — Фредерик Лейтон (р. 1830), английский художник.

### XX век
- 1908 — Михаил Чигорин (р. 1850), русский шахматист.
- 1935 — Валериан Куйбышев (р. 1888), революционер, советский партийный и политический деятель.
- 1938 — расстрелян Евгений Поливанов (р. 1891), русский советский лингвист, востоковед, литературовед.
- 1942 — Сергей Адрианов (р. 1871), русский советский литературный критик, публицист, историк литературы, переводчик.
- 1947 — Аль Капоне (Альфонсе Габриэль Капоне; р. 1899), американский мафиози, гангстер.
- 1951 — Сергей Вавилов (р. 1891), советский физик-оптик, академик, президент АН СССР (1945—1951).
- 1963 — Исаак Шёнберг (р. 1880), британский инженер-электронщик, изобретатель телевидения высокой чёткости.
- 1972 — Борис Алексеев (р. 1909), капитан 1-го ранга, Герой Советского Союза.
- 1978 — Виктор Кольцов (наст. фамилия Кутаков; р. 1898), актёр театра и кино, народный артист РСФСР.
- 1982 — Михаил Суслов (р. 1902), советский партийный и государственный деятель.
- 1988 — Борис Кулагин (р. 1924), советский хоккеист, заслуженный тренер СССР.
- 1990 — Ава Гарднер (р. 1922), американская актриса и певица, одна из ярчайших звёзд Голливуда 1940-х и 1950-х годов.
- 1996 — Юрий Левитанский (р. 1922), советский и российский поэт и переводчик.

### XXI век
- 2001 — Вадим Кожинов (р. 1930), советский и российский критик, литературовед, публицист.
- 2004 — Зураб Саканделидзе (р. 1945), советский грузинский баскетболист, чемпион Европы, мира и Олимпийских игр.
- 2005 — Филип Джонсон (р. 1906), американский архитектор.
- 2007 — Андрей Жегалов (р. 1964), один из ведущих российских кинооператоров.
- 2009 — Яков Слободкин (р. 1920), виолончелист, педагог, народный артист РСФСР.
- 2011 — Дэниел Белл (р. 1919), американский социолог, публицист, создатель теории постиндустриального общества.
- 2014 — Дьюла Сакс (р. 1951), венгерский шахматист, гроссмейстер.
- 2015 — Демис Руссос (наст. имя Артемиос Вентурис Руссос; р. 1946), греческий певец.
- 2017 — сэр Джон Хёрт (р. 1940), английский актёр, лауреат премий «Золотой глобус» и BAFTA.
- 2018 — Людмила Сенчина (р. 1950), советская и российская певица, актриса театра и кино, народная артистка РФ.
- 2020 — Василий Бакалов (р. 1929), советский и российский конструктор вооружений.
- 2023 — Мацумото Лэйдзи (р. 1938), японский мангака и создатель аниме.
- 2025
  - Анастасий (Анаста́сиос Яннула́тос) (р. 1929), епископ Албанской православной церкви, учёный-богослов, историк, доктор богословия (1970), педагог, профессор Афинского университета, академик Афинской академии наук (2005). Предстоятель Албанской православной церкви (1992—2025).
  - Грег Белл (р. 1930), американский легкоатлет (прыжок в длину), олимпийский чемпион (1956).
  - Дражен Далипагич (р. 1951), югославский сербский профессиональный баскетболист и тренер. Олимпийский чемпион (1980), чемпион мира (1978) и Европы (1973, 1975, 1977) по баскетболу. Член Зала славы баскетбола (2004).

## Народный календарь, приметы и фольклор Руси
Бабий кут. Татьянин день или Татьяна Крещенская.
- На Татьяну проглянет солнышко — к раннему прилёту птиц.
- Снег на Татьяну — лето дождливое: «Если снегопад — летом дождик част».
- Мороз и солнце — к хорошему лету[8].